# Hidetoshi Wakui
Hidetoshi Wakui (jap. 和久井秀俊 Wakui Hidetoshi; ur. 12 lutego 1983) – japoński piłkarz występujący na pozycji pomocnika.

## Kariera piłkarska
Od 2003 roku występował w Albirex Niigata, Albirex Niigata Singapore, Interblock Lublana, Bad Aussee, Gorica, Bohemians Praga, Mińsk, Nõmme Kalju, Lahti i Gnistan.